# Synagoge Ober-Erlenbach

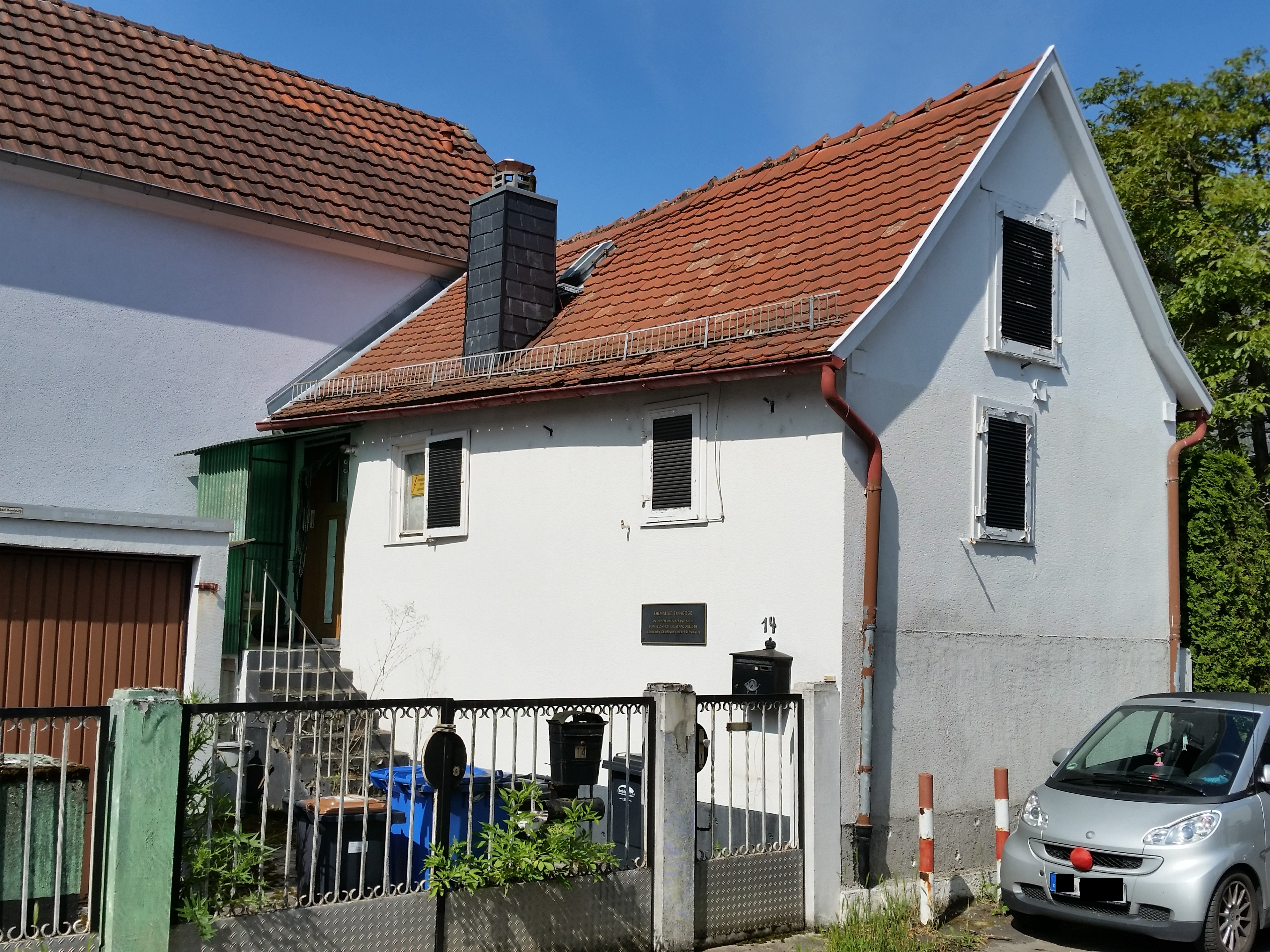
Ehemalige Synagoge in Ober-Erlenbach

Die profanierte Synagoge in Ober-Erlenbach, einem Stadtteil von Bad Homburg vor der Höhe im Hochtaunuskreis in Hessen, steht noch heute in der Bornstraße 14 und ist denkmalgeschützt.

## Gebäude
In der Zeit um 1855 gab es eine Synagoge in dem kleinen, wohl bereits seit längerer Zeit bestehenden Haus mit Hofreite (86 m²). Genaues Baujahr und Zeitpunkt der Umwidmung in ein Gotteshaus sind unbekannt. Das rituelle Bad soll sich in dem Nachbargebäude an der Rückseite befunden haben.
Nach dem Ersten Weltkrieg wurde die Nutzung als Synagoge aufgegeben und die Gottesdienste in der Nachbargemeinde Rodheim vor der Höhe besucht. Das Gebäude wurde umgebaut und zu Wohnzwecken vermietet, ab 1924 an die politische Gemeinde. 1935 erfolgte die entschädigungslose Enteignung zugunsten der politischen Gemeinde.
In dem Restitutionsverfahren nach 1945 verkaufte die JRSO (Jüdische Restitutionsnachfolger-Organisation) das Grundstück an einen Privatmann.
Seit 1988 befindet sich an dem Gebäude eine Gedenktafel, die an die frühere Nutzung als Synagoge erinnert.

## Jüdische Gemeinde
Im 17./18. Jahrhundert werden bereits einige wenige jüdische Familien in Ober-Erlenbach gelebt haben. Eine eigene Gemeinde bestand im 19. Jahrhundert. Für das Jahr 1812 sind fünf jüdische Familien bekannt. 1877 umfasste die jüdische Gemeinde – zusammen mit Ober- und Nieder-Eschbach – 49 Personen.
Die Beisetzung der Verstorbenen erfolgte auf dem jüdischen Friedhof in Burgholzhausen vor der Höhe.
Um 1924 löste sich die jüdische Gemeinde in Ober-Erlenbach selber auf. Die verbliebenen fünf Juden schlossen sich der Gemeinde in Rodheim an. Nach 1933 lebte nur noch die Familie Jordan in Ober-Erlenbach. Sie hatten einen Gemischtwarenladen in der Bornstraße; dessen Inbrandsetzung in der Reichskristallnacht konnte durch das Eingreifen eines Petterweiler Mitbürgers verhindert werden. 1941 musste die Familie in die ehemalige Synagoge umziehen und wurde – bis auf den Sohn Heinz, der im Winter 1939 nach Südamerika emigrieren konnte – am 16. September 1942 nach Theresienstadt deportiert. Eine Stele mit Gedenktafel erinnert an ihre Deportation.